# Elephantomyia scimitar
Elephantomyia scimitar är en tvåvingeart som beskrevs av Alexander 1971. Elephantomyia scimitar ingår i släktet Elephantomyia och familjen småharkrankar.
Artens utbredningsområde är Panama. Inga underarter finns listade i Catalogue of Life.